# Amelia Edwards
Amelia Ann Blanford Edwards (née à Londres le 7 juin 1831, morte à Weston-super-Mare, Somerset le 15 avril 1892), est une égyptologue, romancière, nouvelliste et journaliste britannique.

## Biographie
Elle est plusieurs fois vice-présidente de la Society for Promoting Women's Suffrage de l'époque victorienne, fondatrice en 1882 de la Fondation pour l'exploration de l'Égypte (Egypt Exploration Fund devenu depuis Egypt Exploration Society, EES). Sa contribution, tant scientifique que financière, à la reconnaissance de l'égyptologie en tant que discipline scientifique, lui ont valu d'être surnommée « la marraine de l'égyptologie ».
Louant une dahabieh, elle a parcouru le Nil du Caire à Abou Simbel, laissant le récit de ses expériences et observations effectuées lors de son voyage en Égypte dans A Thousand Miles up the Nile, paru pour la première fois en 1876 et également illustré par ses soins, souvent sur un mode humoristique. En admirant les colosses d'Abou Simbel, elle se rend compte que celui placé le plus au Nord est défiguré en raison de restes de plâtres qui n'ont jamais été enlevés depuis que la statue a été moulée par l'égyptologue écossais Robert Hay venu sur place une cinquantaine d'années plus tôt. Edwards et son équipage s'attelèrent alors à monter des échafaudages de fortune pour aller retirer ce plâtre. Ils utilisèrent du café noir pour effacer les tâches blanchâtres dues au moulage, ce qui fera écrire à Edwards dans son carnet de voyage que « l'appétit de Ramsès pour le café était prodigieux (Rameses' appetite for coffee was prodigious) ».
Elle est également célèbre pour ses nouvelles d'inspiration le plus souvent fantastique.

## Publications
- Pharaohs, Fellahs, and Explorers, Harper & Brothers, New York, 1891.
- A Thousand Miles Up the Nile, George Routledge and Sons, Londres, 1891.
- Monsieur Maurice, 1873. Traduit chez Actes Sud en 1990.
- Dans le confessionnal et autres nouvelles, traduit chez José Corti en 2002.
- Une dame dans les Dolomites, traduit chez Actes Sud en 1991.